# Karin Viard

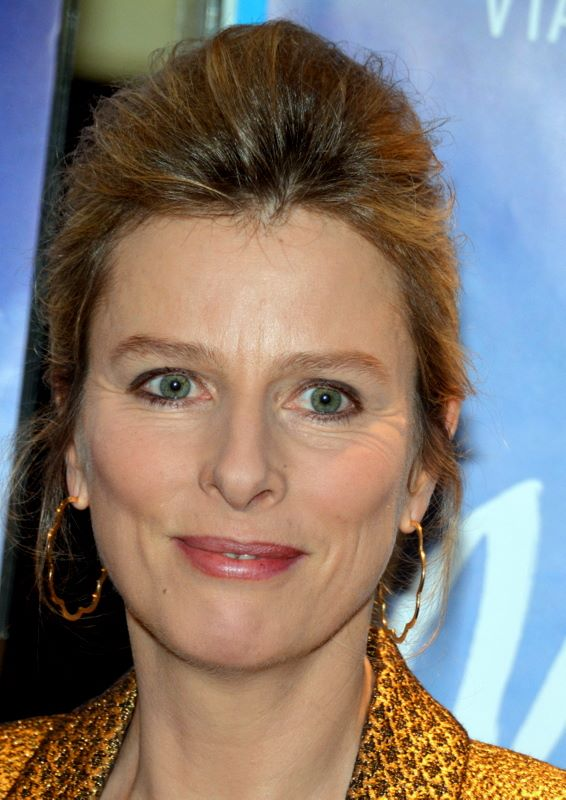
Karin Viard vid premiären av Week-ends, 2014.

Karin Michèle Viard, född 24 januari 1966 i Rouen i Seine-Maritime, är en fransk skådespelare.
Viard filmdebuterade 1986 och har nominerats till Césarpriset åtta gånger varav hon vunnit två gånger: år 2000 i kategorin Bästa kvinnliga huvudroll för rollen i Haut les coeurs! och 2003 i kategorin Bästa kvinnliga biroll för insatsen i Embrassez qui vous voudrez.
Viard är sedan början av 1990-talet gift med filmfotografen Laurent Machuel med vilken hon har två döttrar.

## Filmografi i urval
- 1991 – Delikatessen
- 1994 – Separationen
- 1995 – Medan vi faller
- 1996 – Inte till salu!
- 1999 – Haut les coeurs!
- 2001 – Time Out
- 2002 – Embrassez qui vous voudrez
- 2004 – Hennes livs roll
- 2004 – Min före detta fru
- 2008 – Paris
- 2009 – Happy End
- 2010 – Potiche - en fransk troféfru
- 2011 – Min bit av tårtan
- 2011 – Polis
- 2011 – Jag minns en sommar
- 2014 – Familjen Bélier
- 2014 – Week-ends